# Emigrazione sarda
I flussi emigratori in Sardegna si manifestarono in ritardo e in maniera differente rispetto alle tendenzialità generali dell'emigrazione italiana e di quella meridionale.
I sardi che vivono al di fuori della Sardegna, secondo le ultime statistiche, sono circa 2.250.000 (statistica del 2013) e, in ogni nazione dove risiedono, molti di loro sono organizzati in circoli. Dal 1968 esiste un periodico Il Messaggero Sardo che viene distribuito a tutti i sardi nel mondo, e da alcuni anni vi è anche l'edizione on-line.

## Storia

### Dalla fine dell'Ottocento alla metà del Novecento
I primi dati considerevoli in Sardegna si registrano verso la fine dell'Ottocento, in seguito alla interruzione del trattato commerciale con la Francia nel 1888 .
Il picco massimo fu raggiunto nel biennio 1896-1897 allorché partirono oltre 5.200 persone di cui circa il 90% era analfabeta. Queste persone erano dirette principalmente in America.
Tuttavia, considerando il periodo dal 1876 al 1903, si evince che gli espatri sardi verso il bacino del Mediterraneo e l'Europa rappresentano il 64,1% (di cui il 33,1% verso la Francia), mentre il rimanente era destinato verso le Americhe (di cui il 17% verso l'Argentina e l'11,4% verso gli Stati Uniti d'America).
Dai primi anni del Novecento il flusso divenne costante, dal 1901 al 1905 la media annuale si mantenne fra le oltre 2 000 e le 4 500 persone, con destinazione principale l'Africa. Dal 1906 al 1914 la media annuale crebbe in maniera considerevole, infatti questa oscillò fra la minima di 5 300 e la massima di oltre 12 000 emigranti (e più precisamente nel 1913 quando ad emigrare furono in 12 274), e anche le destinazioni cambiarono: l'America divenne la meta più ambita seguita dall'Europa, mentre in Africa si indirizzò il flusso minore. 
Negli anni della I guerra mondiale il flusso diminuì drasticamente per riprendere negli anni '20.
Nell'intervallo fra il 1919 ed il 1925 l'Europa assorbe la maggioranza degli emigranti sardi mentre si riduce il numero di coloro che scelsero l'America e soprattutto l'Africa. In totale considerando l'intervallo dal 1876 al 1925 si contano 44 691 emigrati verso l'Europa, 44 095 verso l'America e 34 083 verso l'Africa.
Negli anni del fascismo, a causa della politica demografica perseguita dal regime, si ebbe un drastico calo dell'emigrazione ma anche del fenomeno dell'inurbamento.
Dal 1926 fino al 1950 in totale ci furono 13 697 verso l'Africa, 10 281 verso l'Europa e 3 416 verso l'America.
Le percentuali regionali per tutto il periodo finora considerato furono di molto inferiori rispetto alla media italiana.

### Dal 1953 agli anni '70
Nel dopoguerra la nuova ondata migratoria prese avvio intorno al 1953, questa volta tuttavia il fenomeno si configura come un esodo massiccio. Si calcola che nell'intervallo fra il 1953 ed il 1971 ci sia stato un saldo migratorio negativo di 180.000 unità.
La prima ondata migratoria, fra il 1953 ed il 1959, non ha un'origine principalmente rurale ma urbana infatti essa parte dai centri industrializzati del Sulcis-Iglesiente, in particolare nel periodo 1954-57 il disavanzo emigratorio della zona corrisponde ad oltre il 50% del totale dell'isola. Questo dipese dalla crisi del settore minerario dovuta al calo dei prezzi del piombo e dello zinco e dalla minore possibilità di smercio del carbone. 
Ma ben presto la componente operaia si ridusse ed aumentò quella proveniente dai ceti agricolo ed agro-pastorale. Inoltre il nuovo flusso dal 1961 in poi oltre ad essere assortito fu caratterizzato da una notevole componente giovanile. Per cui fu interessata in massima parte la popolazione attiva delle aree rurali. 
Da questo ne conseguì un repentino processo di deruralizzazione, le aree più colpite furono il Logudoro, la Planargia, il Campidano ed il nuorese. La caduta della popolazione attiva in agricoltura si manifesta in maniera intensa ed acuta nelle zone di Thiesi-Bonorva, Tempio Pausania, Mogoro, Isili, Macomer e Sanluri.
Bisogna tuttavia considerare che oltre all'emigrazione in quegli anni ha giocato un ruolo determinante anche il fenomeno dell'inurbamento. I poli di attrazione erano le zone urbane di Oristano, Nuoro e Olbia (che iniziava a sviluppare l'industria turistica) e le zone industriali di Arbatax-Tortolì, Portoscuso. Nel caso di Cagliari e di Sassari vi fu l'effetto combinato dell'area urbana e dell'industria petrolchimica, rispettivamente di Macchiareddu-Sarroch e Porto Torres.

## Aree d'arrivo
Nonostante il fenomeno dell'emigrazione bisogna ricordare che il totale della popolazione dell'isola nel periodo considerato è andato sempre crescendo. Questo in parte per il saldo naturale ed in parte per il fenomeno dell'inurbamento, infatti una buona parte degli emigranti sono stati assorbiti dalle aree urbane e industriali.
Per quanto riguarda l'emigrazione dei sardi in Italia le regioni favorite sono il Piemonte con il 22,9% del totale, la Lombardia il 18,08%, il Lazio con il 16,91% e la Liguria con il 10,4%.

## I flussi recenti
In anni recenti, dal 1987 al 1999, secondo le statistiche, sono emigrati 15.647 isolani (82% in Europa, 16% nelle Americhe), mentre ne sono rientrati 12.869, con una differenza di 2.598 unità. La maggior parte degli emigrati degli ultimi anni proviene dalla provincia di Cagliari ed hanno lasciato l'Isola diretti per il 70% verso i grandi paesi europei (Francia, Inghilterra, Germania, Svizzera), mentre il 30% verso altre nazioni come Paesi Bassi, Belgio, Spagna, Argentina e Venezuela. Fra questi un numero cospicuo è costituito da giovani laureati. 
| Sardi nei paesi europei nel 2008 | Sardi nei paesi europei nel 2008 | Sardi nei paesi europei nel 2008 |
| -------------------------------- | -------------------------------- | -------------------------------- |
| Germania                         | 27.184                           | italo-tedeschi (categoria)       |
| Francia                          | 23.110                           | italo-francesi (categoria)       |
| Belgio                           | 12.126                           | italo-belgi (categoria)          |
| Svizzera                         | 7.274                            | italo-svizzeri (categoria)       |
| Paesi Bassi                      | 6.040                            |                                  |
| Altri                            | 17.763                           |                                  |
| Totale                           | 93.497                           |                                  |

## Peculiarità
Mentre l'emigrazione meridionale è caratterizzata da una prevalenza maschile, quella sarda ha come costante un alto quoziente di femminilità. 
Per la popolazione sarda che emigra all'estero il rapporto donne-uomini è molto alto (100 donne su 101 uomini). 
- I dati di questo paragrafo sono limitati al periodo 1953-1974.